# Conférence du stage
La Conférence du stage est un concours d'éloquence d'avocats dans les barreaux français.
Les candidats sont amenés à répondre, par un discours d'une dizaine de minutes, à des sujets non juridiques et parfois déroutants. Les candidats doivent démontrer, par leurs qualités de conviction et d’adaptation, qu’ils seront à même de préparer, dans l’urgence, la défense de clients dans des dossiers criminels complexes.
À l'origine, la conférence du stage est organisée dans les barreaux de Paris et de Lille. La loi du 31 décembre 1991 rend obligatoire l'existence d'une conférence du stage dans tous les barreaux de France[réf. nécessaire]. Le stage ayant disparu avec la création du certificat d'aptitude à la profession d'avocat (CAPA), la conférence reste sous la dénomination « conférence des avocats du barreau de… », en fonction du barreau concerné.
Elle ne doit pas être confondue avec la Conférence du stage des avocats au Conseil d'État et à la Cour de cassation, organisée quant à elle depuis 1858 sous l'égide de l'ordre des avocats au Conseil d'État et à la Cour de cassation.